# علی الحجار
علی الحجار (انگلیسی: Ali El Haggar؛ زادهٔ ۴ آوریل ۱۹۵۴) خواننده، شاعر و بازیگر اهل مصر است.